# Вршатске Подхрадје
Вршатске Подхрадје (слч. Vršatské Podhradie) насељено је мјесто са административним статусом сеоске општине (слч. obec) у округу Илава, у Тренчинском крају, Словачка Република.

## Становништво
| Година:    | 1994. | 2004.    | 2014.   | 2024.   |
| ---------- | ----- | -------- | ------- | ------- |
| Број људи: | 283   | 249      | 238     | 217     |
| Разлика:   |       | -12,01 % | -4,41 % | -8,82 % |

| Година:    | 2023. | 2024.   |
| ---------- | ----- | ------- |
| Број људи: | 216   | 217     |
| Разлика:   |       | +0,46 % |

Према подацима о броју становника из 2024. године насеље је имало 217 становника.